# Thomas Newson
Pour les articles homonymes, voir Newson.
Thomas Newson, de son vrai nom Thomas Verkuijlen, est un DJ néerlandais né le 10 mai 1994 à Bois-le-Duc.
Son titre Flute, sorti en 2013 en collaboration avec New World Sound l'a fait connaître à l'international, et fut classé dans de nombreux charts nationaux. Le titre fut visionné plus de 130 millions de fois sur YouTube.

## Discographie[4]

### Singles
- 2013 : Flute (avec New World Sound) [DOORN (Spinnin)]
- 2013 : Pallaroid [Revealed Recordings]
- 2014 : Kalavela (avec John Dish) [Musical Freedom]
- 2014 : Don't Hold Us (feat. Angelika Vee) [Zouk Recordings (Armada)]
- 2014 : Jaguar (avec Marco V) [Spinnin Records]
- 2014 : Blackwolf (avec Magnificence) [Spinnin Records]
- 2014 : Ravefield [Revealed Recordings]
- 2014 : Blizzard (avec Magnificence) [Protocol Recordings]
- 2014 : Taurus (avec Futuristic Polar Bears) [Revealed Recordings]
- 2014 : Bells At Midnight (feat. Melanie Fontana) [In Charge (Be Yourself Music)]
- 2014 : Elephant (avec Jaz Von D) [Revealed Recordings]
- 2015 : Wave Your Hands (avec Bassjackers) [Smash The House]
- 2015 : Black (avec MAKJ) [Protocol Recordings]
- 2015 : Timecode (avec Joey Dale) [Revealed Recordings]
- 2015 : Summer Vibes [Armada Music]
- 2015 : Vandals (avec Sandro Silva) [Smash The House]
- 2015 : Together (avec Marco V feat. Rumors) [Armada Music]
- 2015 : Shakedown [Revealed]
- 2015 : Tumbleweed (avec Marco V) [Flamingo]
- 2016 : Home Is Where The Heart Is (avec Asonn) [Revealed Recordings]
- 2016 : 8fifty (avec Hardwell) [Revealed Recordings]
- 2016 : Back Again (avec Manse) [Revealed Recordings]

### Remixes
- 2014 : Mystery Skulls - Ghost (Thomas Newson Remix) [Warner Bros]
- 2014 : Armin van Buuren & Lauren Evans - Alone(Thomas Newson Remix) [Armind (Armada)]
- 2014 : Hardwell & Joey Dale - Arcadia (feat. Luciana) (Thomas Newson Remix) [Revealed Recordings]
- 2014 : Mako - Our Story (Thomas Newson Remix) [Ultra]
- 2014 : Marco V - Nashoba (Thomas Newson Remix) [Flamingo Recordings]
- 2016 : Galantis - Louder, Harder, Better (Thomas Newson Remix) [Big Beat Records]